# محسن سفیدچقایی
محسن سفیدچقایی (زاده ۲۴ تیر ۱۳۷۶) بازیکن فوتبال اهل ایران است که در پست دفاع راست برای خیبر خرم‌آباد در لیگ برتر خلیج فارس بازی می‌کند.